# Karl Dietrich (Ingenieur)
Karl Dietrich (* 13. Januar 1936; † 31. Oktober 2007; heimatberechtigt in Thal SG) war ein Schweizer Verkehrsingenieur und Hochschullehrer. 

## Biographie
Die Primar- und Sekundarschule besuchte Dietrich in Lutzenberg im Kanton Appenzell Ausserrhoden respektive im benachbarten Rheineck SG. Später besuchte er die Kantonsschule am Burggraben in St. Gallen. An der ETH Zürich studierte er von 1955 bis 1959 Bauingenieurwesen. 
In der Folge war er bis 1964 als wissenschaftlicher Mitarbeiter am Institut für Strassenbau der ETH, danach bis 1971 als Ingenieur, Oberassistent und Sektionsleiter am Institut für Orts-, Regional und Landesplanung der ETH tätig. Auch eine Tätigkeit nach dem Studium in einem privaten Ingenieur- und Vermessungsbüro wird erwähnt. Seit 1969 unterrichtete er an der ETH als Lehrbeauftragter über Strassenprojektierung und Verkehrstechnik. Von 1971 bis 1973 war er Kreisingenieur in Winterthur beim Tiefbauamt des Kantons Zürich.
Von 1973 bis 1976 war Dietrich Assistenzprofessor für Verkehrsingenieurwesen an der ETH. 1976 ernannte ihn die Hochschule zum ausserordentlichen Professor, 1979 zum ordentlichen Professor. Er war verantwortlich für die Fachbereiche Verkehrstechnik (Individualverkehr) und Strassenbau. Während mehrerer Jahre war er Vorsteher des Instituts für Verkehrsplanung und Transporttechnik, Strassen- und Eisenbahnbau. In den Jahren 1986 bis 1988 leitete er das Institut für Bauingenieurwesen, danach in den Jahren 1990 und 1991 das Departement Bau und Umwelt der ETH. Im Jahr 2000 wurde er emeritiert.

## Werk
In seiner Forschung legte Karl Dietrich einen Fokus auf verkehrstechnische und fahrdynamische Untersuchungen. Er untersuchte die Oberflächeneigenschaften der Fahrbahn und passive Schutzeinrichtungen im Strassenbau.

«Seine wohl grössten Verdienste konne er indes im Bereich der Verkehrssicherheit verzeichnen. So geht die auf dem Schweizer Strassennetz gültige Abstufung der Tempolimiten auf seine Forschung zurück.»